# Cypřišový ostrov

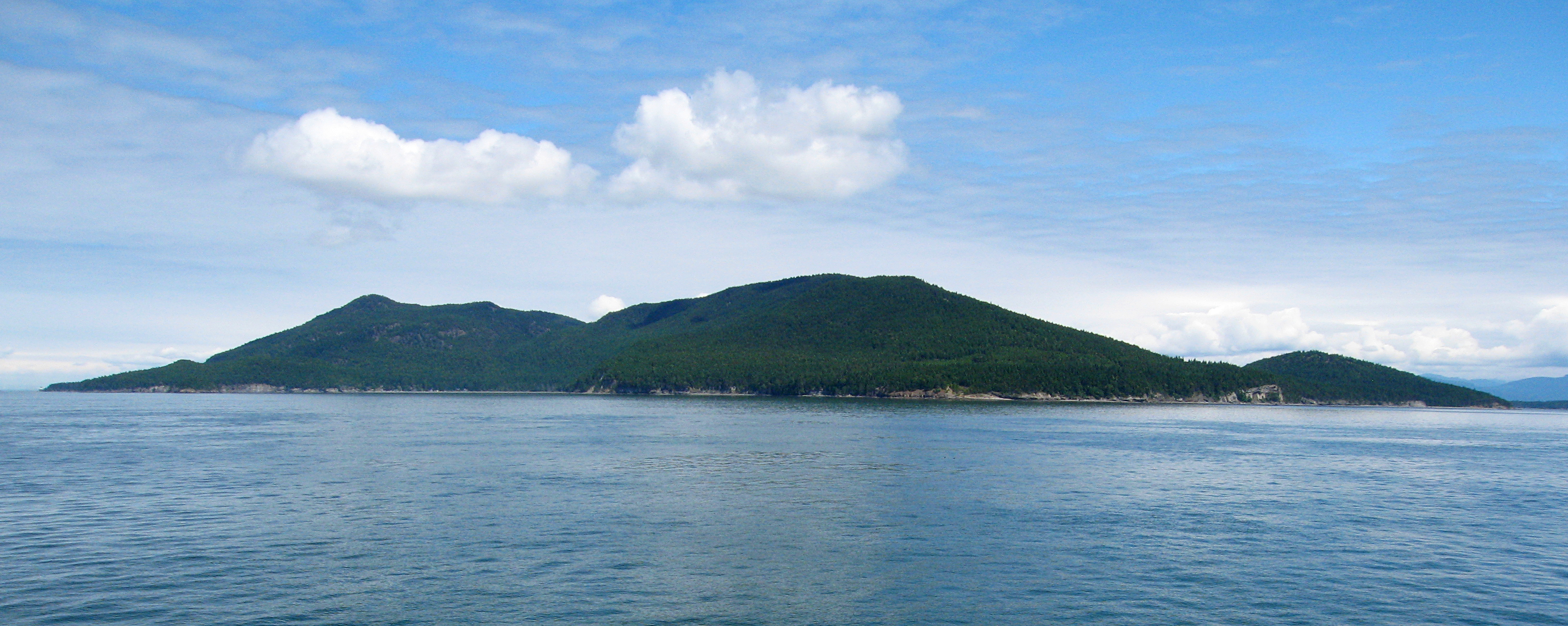
Pohled na ostrov z trajektu proplouvajícího Rosariovým průlivem.

Mapa ostrova.

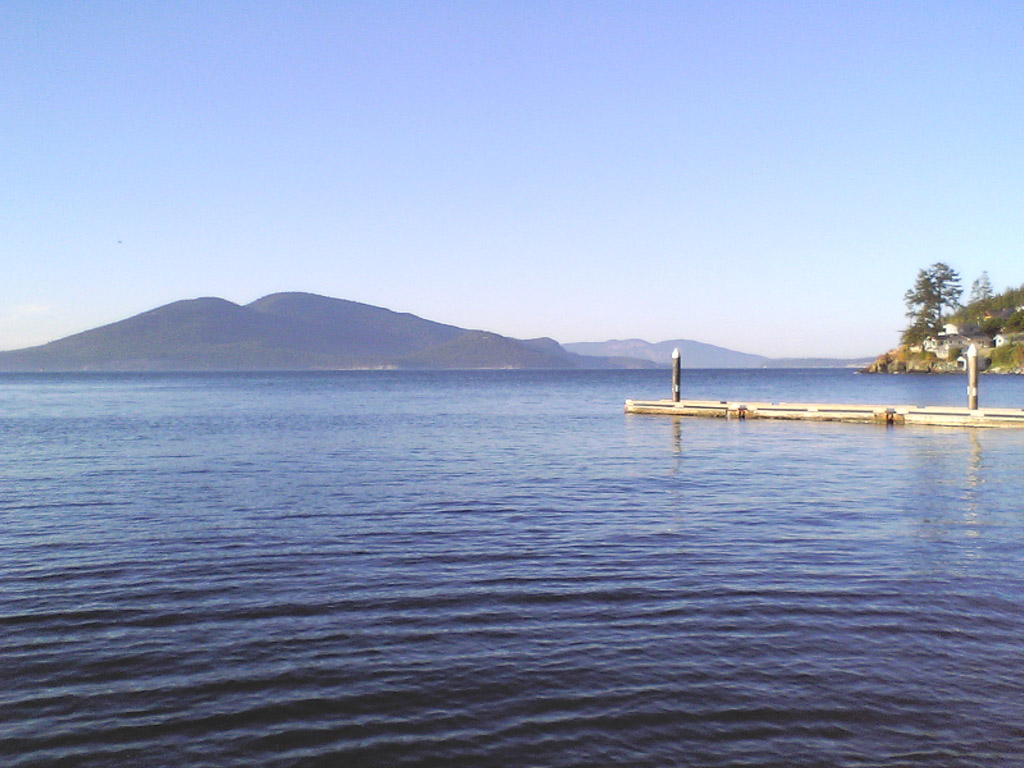
Pohled na ostrov z města Anacortes.

Cypřišový ostrov je nejzápadnější částí okresu Skagit v americkém státě Washington. Nachází se přibližně v půli cesty mezi pevninou a ostrovním okresem San Juan. Na západě jej od Blakeleyho ostrova odděluje Rosariův průliv, na západě od Güemesova ostrova Bellinghamův průliv. Rozloha ostrova činí 22 km² a v roce 2000 zde žilo 40 obyvatel.
Ministerstvo přírodních zdrojů státu Washington spravuje přibližně 21 km² ostrova, který nechává v jeho přirozeném stavu. Tudíž je ostrov hustě zalesněn, různá místa ale spojuje systém turistických stezek. Zhruba ve středu ostrova se nachází jezero o rozloze 28 tisíc m², zvané Cypřišové. Na jihovýchodním konci ostrova se nachází krytý záliv s chovem lososů. Ostrov neobsluhuje systém trajektů a ani se na něm nenachází žádné veřejné vybavení.
Ostrov je populární destinací kajakářů, jelikož se nenachází daleko od pevniny a na východní straně ostrova se nachází dvě tábořiště.

## Příroda
Většinu ostrova tvoří ultramafické horniny, jako je serpentinit, který půdě poskytuje špatně vyvážené živiny. Omezené oblasti, kde není ostrov tvořen ultramafickými horninami, a tudíž je tam půda plodnější, se nachází především na severu ostrova, v malých rozlohách i jinde.
Lesům na ostrově dominuje douglaska, na hořčík bohaté horniny podporují také velké rozšíření jalovce skalního. Mezi další obvyklé stromy na ostrově patří borovice pokroucená, planika Menziesova a javor lysý. Dále se zde vyskytují jedlovec západní, zerav obrovský, jedle obrovská, olše Alnus rubra a javor Acer macrophyllum.

## Historie

### Původní obyvatelé
Před příchodem osadníků na začátku 20. století používali ostrov pouze Samišové, kteří však měli vesnici na nedalekém Güemesově ostrově.

### Zámořské objevy
Evropané poprvé objevili ostrov v roce 1791 při plavbě Španěla José María Narváeze, který jej pojmenoval San Vincente. V červnu následujícího roku jej pojmenoval George Vancouver, když si spletl jalovce skalní s cypřiši. Vancouver také napsal, že jedna z lodí jeho expedice, Chatham, tratila kotvu v Jahodovém zálivu na západní straně ostrova.

### Ochrana
V roce 1975 zde Ministerstvo přírodních zdrojů státu Washington vyhlásilo 0,63 km² rozlehlou přírodní rezervaci a o tři roky později k ní přidalo dalších zhruba 0,2 km². V té době byla většina ostrova stále v soukromém majetku.
Bylo uskutečněno několik pokusů k rozvoji ostrova. V roce 1978 zakoupil spokaneský podnikatel a vynálezce Raymond A. Hanson 12,7 km² rozlehlý pozemek na ostrově, který chtěl o dva roky později proměnit v různorodé veřejné centrum, pětihvězdičkový hotel a golfové hřiště. Menší majitelé pozemků na ostrově, kteří se sdružili ve skupině pojmenované „Přátelé Cypřišového ostrova“ s nim usilovně bojovali do roku 1989, kdy Hanson svou část ostrova konečně prodal Ministerstvu přírodních zdrojů.
Nákup tohoto pozemku a dalších malých pozemků umožnilo rozvoj přírodní rezervace na 4,34 km² a zároveň byla vytvořena oblast ochrany přírodních zdrojů, jejíž rozloha činí 21 km².
V roce 2007 se vody obléhající ostrov staly státní vodní rezervací.